# Phobolosia
Phobolosia is een geslacht van vlinders van de familie Uilen (Noctuidae), uit de onderfamilie Acontiinae.

## Soorten
- P. admirabilis Schaus, 1914
- Phobolosia anfracta (H. Edwards, 1881)
- P. argentifera Hampson, 1918
- P. atrifrons Schaus, 1914
- P. aurilinea Schaus, 1912
- P. bilineata Barnes & McDunnough, 1916
- P. brinleyana Dyar, 1914
- P. grandimacula Schaus, 1911
- P. medialis Hampson, 1918
- P. micralis Hampson, 1918
- P. mydronotum Dyar, 1914

### Synoniemen
- Phobolosia duomaculata Barnes & Benjamin, 1925 => Abablemma duomaculata (Barnes & Benjamin, 1925)